# 克丽斯梅里·桑塔纳
克丽斯梅里·多明加·桑塔纳·佩格罗（西班牙語：Crismery Dominga Santana Peguero，1995年4月20日—），多米尼加女子举重运动员，2018年世界举重锦标赛女子87公斤级铜牌得主、2019年泛美运动会女子87公斤级银牌得主、2020年夏季奥运会女子87公斤级铜牌得主。